# Abdellah Guennoun
Abdellah Guennoun (in arabo عبد الله ڭنون‎?; Fès, 6 settembre 1908 – Tangeri, 9 luglio 1989) è stato uno scrittore marocchino.
Fu uno dei principali esponenti della Nahda in Marocco e fondatore della Lega degli Studiosi Religiosi Marocchini.